# Cordovado
Cordovado is een gemeente in de Italiaanse provincie Pordenone (regio Friuli-Venezia Giulia) en telt 2629 inwoners (31-12-2004). De oppervlakte bedraagt 12,1 km², de bevolkingsdichtheid is 214 inwoners per km².

## Demografie
Cordovado telt ongeveer 1046 huishoudens. Het aantal inwoners steeg in de periode 1991-2001 met 3,2% volgens cijfers uit de tienjaarlijkse volkstellingen van ISTAT.
| Jaar | Inwoneraantal |
| ---- | ------------- |
| 1991 | 2441          |
| 2001 | 2518          |

## Geografie
Cordovado grenst aan de volgende gemeenten: Gruaro (VE), Morsano al Tagliamento, Sesto al Reghena, Teglio Veneto (VE).